# Patrick Tambay
Daniel Patrick Charles Maurice Nasri Tambay (Parigi, 25 giugno 1949 – Nizza, 4 dicembre 2022) è stato un pilota automobilistico, telecronista sportivo e politico francese, vincitore delle edizioni del campionato CanAm 1977 e 1980.
Appartenente alla categoria dei piloti "ragionieri", Tambay aveva uno stile di guida regolare e pulito, tanto da essere stato anche paragonato a Niki Lauda. Ha corso per buona parte della sua carriera in Formula 1, diventando uno dei piloti più popolari nella prima metà degli anni ottanta e imponendosi in due Gran Premi, tra cui quello svoltosi ad Imola nel 1983, che dedicò a Gilles Villeneuve.
Una volta terminata la carriera nella massima serie ha partecipato a numerose competizioni a ruote coperte, tra cui la 24 Ore di Le Mans e la Parigi-Dakar. Si è inoltre dedicato alla politica e ha seguito come manager, per un certo periodo, la carriera del figlio Adrien, anch'egli pilota.

## Biografia

### Gli inizi
Patrick Tambay nacque a Parigi il 25 giugno 1949 da una famiglia benestante. Fin dall'età di dieci anni si dedicò allo sport sciistico, riuscendo anche a entrare a far parte della Nazionale B francese. Nel 1970 si trasferì negli Stati Uniti, dove continuò ad allenarsi mentre compiva gli studi universitari a Boulder. Conobbe, nel frattempo, Kiki Cutter, con cui intraprese una relazione sentimentale. Lo sci, però, non lo soddisfaceva completamente e presto cominciò a cercare uno sport alternativo da praticare.
Nel 1970, partecipando all'inaugurazione del circuito Paul Ricard, rimase affascinato dal mondo dell'automobilismo e ciò lo spinse, nel 1972, a lasciare definitivamente lo sci per a partecipare al Volante Elf, che vinse al primo tentativo. Questo successo gli permise di ottenere i finanziamenti necessari per correre una stagione in Formula Renault, terminando il campionato in seconda piazza.
Nel 1974 il francese passò quindi alla Formula 2, categoria in cui corse per tre campionati. Dopo una stagione di adattamento, in cui ottenne tre quarti posti come migliori risultati, nel 1975 conquistò il suo primo successo sul circuito di Nogaro, arrivando a contendersi il secondo posto in classifica finale con il compagno di squadra Michel Leclère fino all'ultima gara, in un'annata dominata da Jacques Laffite. L'anno seguente, alla sua terza partecipazione nella categoria, venne assunto dalla Martini Racing, che disponeva del nuovo motore a 6 cilindri Renault, ed era considerato tra i favoriti per la vittoria del titolo europeo, tanto che già alla seconda gara prese la testa della classifica. Nella parte centrale di stagione, però, alcuni ritiri gli fecero perdere contatto con Jean-Pierre Jabouille e René Arnoux, che guidavano la graduatoria. Nonostante un successo ottenuto a Nogaro, concluse il campionato al terzo posto.

### La CanAm
L'anno seguente ricevette una telefonata da Carl Haas, proprietario di una squadra corse nella CanAm americana, che stava cercando un sostituto per Brian Redman, infortunatosi durante una gara. Tambay accettò l'offerta e all'esordio vinse la sua prima corsa nella categoria, laureandosi campione a fine anno con sei gare conquistate, anche grazie al supporto offertogli del suo team, composto da personale molto preparato. Il francese tornò a correre nuovamente in CanAm nel 1980, dopo due stagioni deludenti in McLaren, vincendo il suo secondo titolo.
La sua ultima partecipazione nella categoria avvenne nel 1982, anno in cui corse nella scuderia del conte van der Straten, con cui intendeva sviluppare un progetto per debuttare nel campionato CART l'anno successivo. La chiamata della Ferrari per sostituire Gilles Villeneuve, deceduto durante le prove del Gran Premio del Belgio 1982, mise fine alla sua carriera nella categoria americana.

### Formula 1

#### I primi anni (1977-1979)
1977
Visti i buoni risultati che stava ottenendo nella serie americana, nel 1977 Tambay ebbe occasione di debuttare anche in Formula 1. Esordì al Gran Premio di Francia alla guida di una Surtees, mancando però la qualificazione. Già dalla gara successiva venne assunto dalla Theodore Racing, scuderia che correva con telai Ensign, a cui pagò 80.000 dollari. Teddy Yip, manager della squadra, in occasione della gara in Germania, tentò di fargli firmare un contratto scritto completamente in cinese, ma il francese si rifiutò di sottoscriverlo, costringendo anche Bernie Ecclestone ad intervenire per risolvere la questione e garantirgli la possibilità di correre la gara. Proprio in quell'occasione colse i suoi primi punti in carriera con un sesto posto e veniva ormai considerato come una delle future promesse dell'automobilismo, tanto che il suo nome venne accostato anche alla Ferrari, intenzionata ad ingaggiarlo per l'anno seguente. In Olanda stava per conquistare il suo primo podio, quando rimase senza benzina al penultimo giro. Venne comunque classificato al quinto posto. A inizio settembre venne ufficializzato il suo passaggio alla McLaren per il 1978, dovuto anche alle pressioni della Marlboro. Ottenne i suoi ultimi punti stagionali in Canada con un altro quinto posto, concludendo la sua prima annata diciottesimo in classifica piloti.
1978
I buoni risultati gli valsero quindi l'ingaggio da parte della McLaren, con cui il pilota francese corse nel 1978 e nel 1979. Tambay, però, raggiunse il team inglese in un momento di declino e i risultati in gara ne risentirono. Inoltre non riuscì mai a sviluppare un buon rapporto con Teddy Mayer, proprietario della scuderia, che accusò di non saper motivare i suoi piloti. Per la prima stagione il team decise di utilizzare una versione aggiornata della M26, presto divenuta obsoleta con il debutto delle Lotus 79. La monoposto del team di Colin Chapman, a differenza di quella della McLaren, era infatti in grado di sfruttare l'effetto suolo, che garantiva un'efficacia aerodinamica nettamente maggiore, soprattutto in curva. All'esordio ottenne comunque un sesto posto e il primo punto stagionale. In Brasile, in una gara svoltasi sotto un caldo torrido, Tambay avrebbe potuto conquistare un altro risultato utile, ma un testacoda lo costrinse al ritiro. A causa delle alte temperature il pilota uscì fisicamente molto provato dal fine settimana affermando di aver perso all'incirca sette chili. Al Gran Premio del Sudafrica si qualificò quarto, suo miglior risultato stagionale, e per la gara affermò di poter lottare per la vittoria. Alla partenza, però, bruciò la frizione, ritrovandosi in fondo allo schieramento e venendo costretto ad una lunga rimonta, terminata con un'uscita di pista al cinquantaseiesimo giro.
Nella prima parte di stagione non ci furono altri acuti, anzi Tambay fu anche costretto a saltare il Gran Premio del Belgio per un infortunio riportato in una gara di Formula 2. Soltanto in Svezia riuscì a tornare a punti con un quarto posto, suo miglior risultato nell'anno. Per l'appuntamento a Brands Hatch venne scelto dalla Goodyear, fornitrice di pneumatici della McLaren, come il pilota che avrebbe dovuto portare in gara le nuove gomme radiali, con cui colse immediatamente un sesto posto. Conquistò altri risultati utili anche in Italia e negli Stati Uniti, chiudendo la sua stagione con otto punti complessivi, gli stessi del suo compagno di squadra James Hunt.
1979

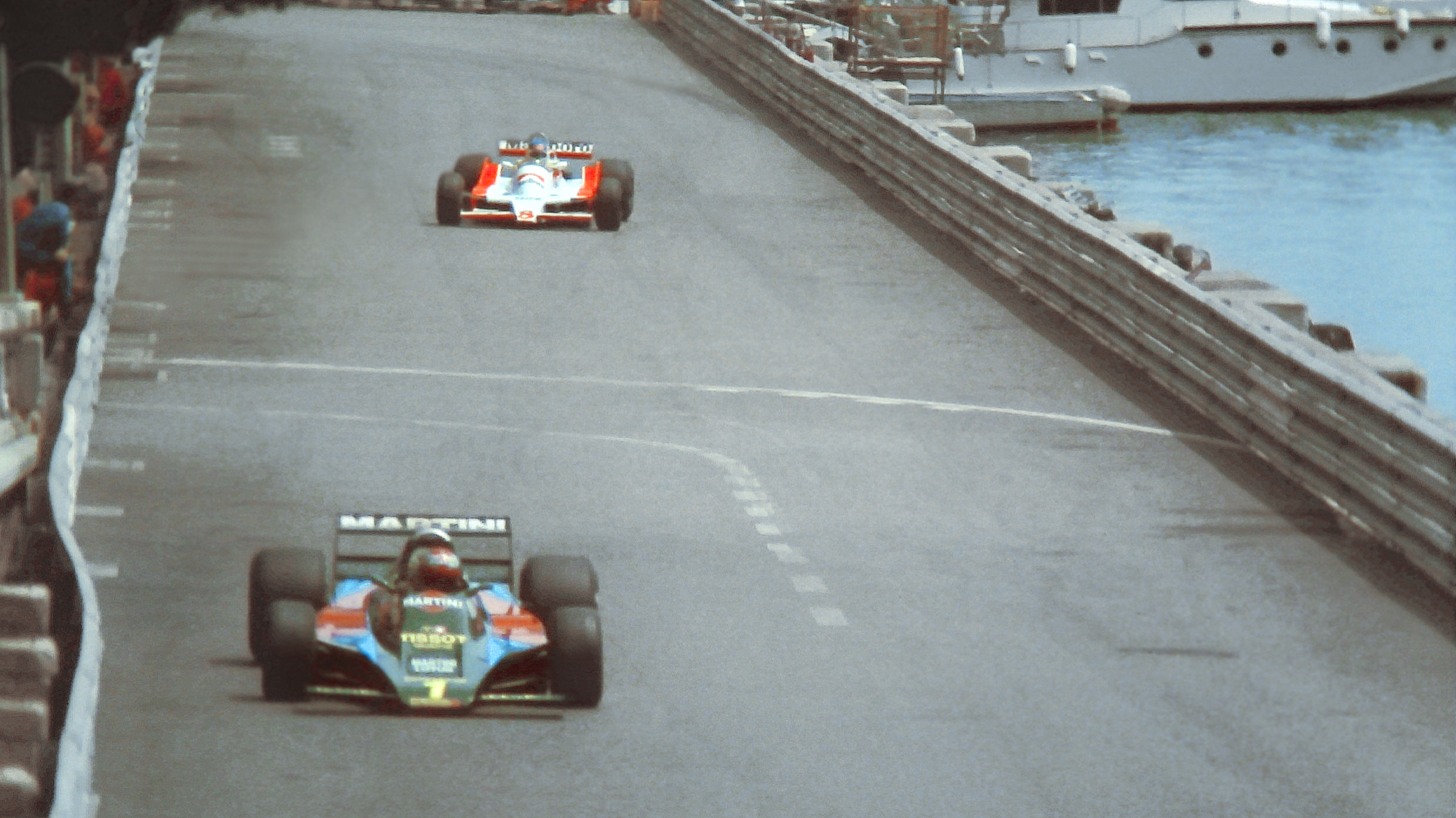
Tambay segue la Lotus di Mario Andretti durante le prove libere del Gran Premio di Monaco 1979.

Nonostante fosse ritenuto probabile un suo passaggio alla Williams, Tambay rimase alla McLaren anche nel 1979. Come compagno di squadra si ritrovò John Watson, che aveva sostituito James Hunt. Per la nuova stagione Gordon Coppuck, progettista della scuderia, disegnò la M28 basandosi sui concetti che avevano portato la Lotus 79 alla vittoria del mondiale 1978, ma, di fatto, la monoposto si rivelò troppo pesante, obsoleta e non competitiva. Per il francese si trattò di una stagione fallimentare, in cui non riuscì a conquistare nemmeno un punto iridato, mancando pure la qualificazione a Monaco e in Belgio.
Alla prima gara stagionale, in Argentina, Watson innescò un incidente al via che lo mise subito fuori gioco visto che alla ripartenza Tambay cedette il muletto al compagno di squadra. Solamente al Gran Premio del Sudafrica la vettura mostrò discreti sprazzi di competitività e il pilota francese riuscì a issarsi anche al terzo posto, prima di scivolare in decima posizione. Dalla gara in Gran Bretagna venne introdotto il nuovo modello M29, ma i risultati non cambiarono. Proprio il settimo posto ottenuto a Silverstone fu il miglior risultato della stagione, chiusa senza alcun punto conquistato. Al termine del campionato la McLaren decise di sostituirlo con Alain Prost e Tambay, ritrovandosi senza un volante e ormai demoralizzato, decise di tornare a correre nella CanAm.

#### Il ritorno in massima serie (1981)

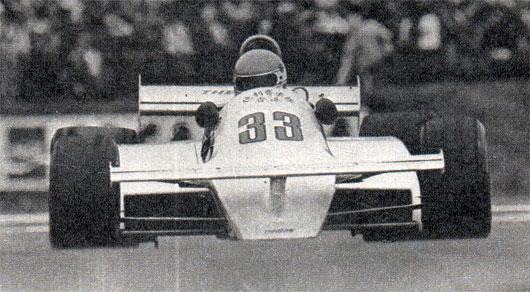
Tambay su Theodore TY01 al Gran Premio d'Argentina 1981

Per il 1981 il francese fece ritorno nella massima serie automobilistica accordandosi con la Theodore Racing. Alla prima gara stagionale, il Gran Premio degli USA-Ovest, riuscì a conquistare il suo primo e unico punto stagionale giungendo sesto. A partire dal Gran Premio di Francia Tambay lasciò la scuderia e passò alla Ligier per sostituire Jean-Pierre Jabouille. Con la casa francese disputò i restanti Gran Premi senza mai concluderne uno; in particolare venne costretto al ritiro a Monza mentre lottava per il podio a causa di una foratura e finì in testacoda, per un suo errore, al Gran Premio del Canada in cui avrebbe potuto ottenere un buon risultato. A fine stagione Guy Ligier, insoddisfatto delle sue prestazioni, lo sostituì con Eddie Cheever, lasciandolo senza un volante per la stagione seguente. Tambay si disse amareggiato del trattamento ricevuto, dovuto anche al fatto che durante il campionato la Ligier non lo aveva supportato adeguatamente.

#### Il periodo in Ferrari (1982-1983)
1982
Per il 1982, inizialmente, Tambay si era accordato con la Arrows per sostituire Marc Surer, infortunatosi durante alcuni test all'inizio della stagione, ma visto lo sciopero dei piloti e il clima teso della vigilia del primo appuntamento mondiale decise di abbandonare la Formula 1 per tornare alla CanAm dicendosi molto deluso dell'ambiente.

Tambay durante le qualifiche del Gran Premio d'Italia 1982

A giugno, però, quando gli addetti ai lavori lo consideravano ormai un pilota a fine carriera, arrivò una proposta da parte della Scuderia Ferrari, che cercava un pilota per sostituire Gilles Villeneuve, morto in un incidente in Belgio. Il francese si accordò quindi con il team di Maranello e a giugno iniziò la preparazione in vista del debutto, che sarebbe avvenuto nel Gran Premio d'Olanda. A Zandvoort concluse ottavo, accusando un problema di alimentazione, ma egli stesso ammise che, anche se è vero che sarebbe potuto arrivare in zona punti, difficilmente sarebbe stato in grado di mantenere un ritmo di gara troppo elevato a causa della sua preparazione fisica, non ancora eccellente. Già dalla gara successiva, svoltasi in Gran Bretagna, il francese mostrò un progresso, giungendo terzo e salendo sul podio per la prima volta in carriera. In Francia, invece, concluse quarto alle spalle del compagno di squadra Didier Pironi, che era lanciato al comando del mondiale e a cui fece da gregario per tutta la corsa. Proprio Pironi fu vittima di un grave incidente durante le prove del Gran Premio di Germania, in cui rischiò di perdere le gambe, e Tambay si ritrovò a essere l'unico pilota della Ferrari per alcune gare. Nello stesso Gran Premio il francese riuscì, per la prima volta in carriera, a imporsi in una gara di Formula 1 e dedicò la sua vittoria a Villeneuve, Pironi ed Enzo Ferrari, ricevendo i complimenti all'unanimità da parte dei manager e dei piloti degli altri team. A questo punto della stagione qualcuno lo considerò anche tra i probabili candidati alla vittoria del mondiale visto che John Watson, secondo in classifica, aveva undici punti in più di lui a quattro gare dal termine e Pironi era impossibilitato a correre. Dopo aver concluso al quarto posto il Gran Premio d'Austria, però, durante una seduta di fisioterapia, si infortunò a un nervo della spalla e fu costretto a saltare il Gran Premio di Svizzera, venendo quindi escluso dalla lotta per il titolo. Sempre quell'anno, ottenne un secondo posto nella gara di casa della Ferrari, il Gran Premio d'Italia, dietro al suo futuro compagno di squadra René Arnoux. I problemi alla spalla si riacutizzarono in occasione dell'ultimo appuntamento stagionale, costringendo Tambay a non prendere il via della corsa e quindi chiuse la stagione al settimo posto con venticinque punti ottenuti.
1983
Viste le buone prestazioni della stagione precedente, Tambay venne confermato dalla Ferrari anche per il 1983 e gli fu affiancato, come compagno di squadra, René Arnoux. Nei test invernali ottenne buone prestazioni, tanto da realizzare il miglior tempo della nuova vettura sul circuito di Fiorano.

Tambay taglia vittorioso il traguardo del Gran Premio di San Marino 1983

Al primo appuntamento stagionale Tambay non andò oltre il quinto posto, ma si dichiarò comunque soddisfatto per il piazzamento, considerando che la vettura aveva mostrato un eccessivo consumo delle gomme e problemi di aderenza. A Long Beach conquistò la sua prima pole position in carriera, precedendo Arnoux. In gara, però, venne speronato da Keke Rosberg mentre era al comando e fu costretto al ritiro. Nonostante le parole dure nei confronti del finlandese, il francese si rivelò molto ottimista sul prosieguo della stagione e affermò di poter puntare al successo nelle gare successive. Dopo un quarto posto in Francia, ottenne la sua seconda vittoria in carriera al Gran Premio di San Marino. Questa gara per la Ferrari era anche carica di significati simbolici legati alla figura di Gilles Villeneuve: era stato l'ultimo Gran Premio corso dal canadese e Tambay partiva dalla terza piazza, come Villeneuve l'anno prima; inoltre sulla piazzola era stata stampata a terra una bandierina canadese ed una eventuale vittoria veniva vista come un risarcimento per l'irrimediabile perdita. Tambay riuscì a portarsi in testa, ma a partire da metà gara accusò problemi al motore, in particolare quando doveva affrontare curve verso sinistra, e a pochi giri dal termine fu superato da Riccardo Patrese che stava imponendo un ritmo forsennato. L'italiano della Brabham, però, scivolò su una chiazza d'olio lasciata dalla McLaren di Lauda alle Acque Minerali e si schiantò contro le barriere, tra il boato del pubblico ferrarista; Tambay poté quindi involarsi verso il successo e ricevere i festeggiamenti entusiasti dei tifosi. Nel giro d'onore la sua auto si fermò alle Acque Minerali senza benzina e il pubblico lo scortó in trionfo sino al traguardo. Dopo questo risultato il francese si trovava a un solo punto da Prost e Piquet, che comandavano la classifica. A Monaco giunse nuovamente quarto, penalizzato da una strategia conservativa, che non gli consentì di lottare per un piazzamento prestigioso, ma lo costrinse anzi a una lunga rimonta dopo essere scivolato fino alla decima posizione. Un secondo posto in Belgio ne rafforzò ulteriormente la posizione, tanto che ormai era ritenuto, da parte della stampa italiana, come il primo pilota della Ferrari, visto che aveva ormai venti punti più di Arnoux, e uno dei principali candidati alla vittoria del titolo mondiale.

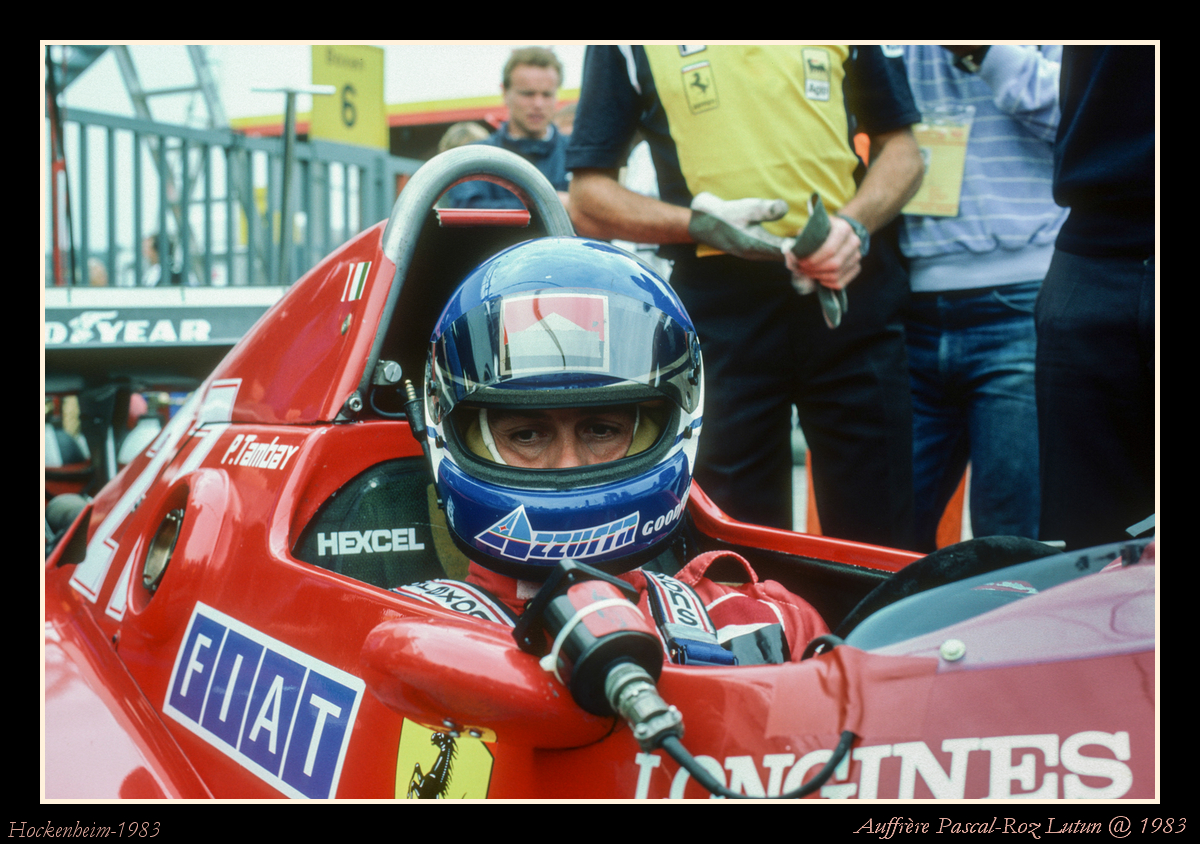
Tambay fotografato in occasione del Gran Premio di Germania 1983, in cui ottenne la pole position

Al Gran Premio degli Stati Uniti-Est, però, il rapporto con la casa di Maranello, fino a quel momento ottimo, cominciò a declinare: Tambay ebbe un forte litigio con il direttore sportivo Marco Piccinini, che lo aveva accusato di mancare di professionalità, in quanto, mentre si stava svolgendo la riunione dei tecnici in preparazione della gara, il francese non vi aveva partecipato per guardare una partita di tennis in tv (la finale dell'Open di Francia 1983 vinta dal compatriota Yannick Noah, che fu molto sentita in Francia perché erano 37 anni che un francese non vinceva l'Open) e in quella stessa gara non riuscì nemmeno a prendere il via per lo spegnimento del motore alla partenza. Al Gran Premio del Canada, vinto da Arnoux, arrivò terzo, replicando lo stesso risultato pure in Gran Bretagna, gara che segnò il debutto della nuova Ferrari 126 C3, di cui a Maranello erano entusiasti. L'esordio della monoposto, però, non fu brillante come nelle aspettative, soprattutto a causa degli pneumatici Goodyear, rivelatisi inferiori rispetto ai Michelin. In Germania e Austria, poi, ottenne due pole position consecutive, segnando anche la centesima partenza al palo per la sua squadra, ma in entrambi i casi non fu in grado di sfruttarle, segnando due ritiri consecutivi che, di fatto, lo allontanarono dalla lotta per il mondiale e che gli costarono, da parte di Enzo Ferrari, il soprannome di "il pilota con il complesso del semaforo". La contemporanea progressione di Arnoux fece sì che Tambay si ritrovasse a svolgere un ruolo di gregario nei confronti del compagno di squadra, che lo aveva frattanto scavalcato in classifica, ma accettò la situazione, mettendosi a disposizione del team. In Olanda la Ferrari fece segnare una doppietta, piazzando i propri piloti sui due gradini più alti del podio, mentre in Italia Tambay giunse quarto. Proprio nelle settimana successive all'appuntamento monzese la casa di Maranello comunicò di aver assunto Michele Alboreto, che avrebbe affiancato Arnoux per la stagione successiva, lasciando di fatto il pilota francese privo di un volante. Nelle ultime corse fu costretto al ritiro e concluse la stagione al quarto posto, suo miglior risultato di sempre.

#### Il passaggio in Renault (1984-1985)
1984

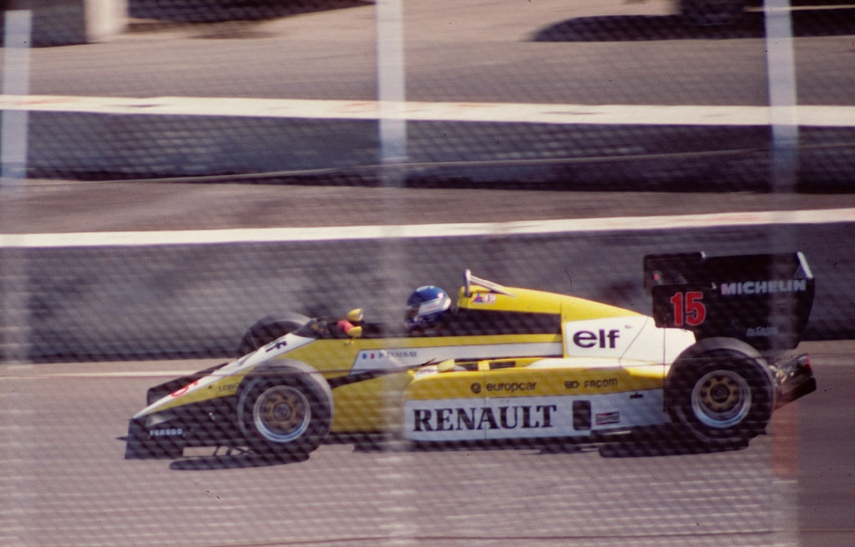
Tambay impegnato con la sua Renault nel Gran Premio degli Stati Uniti 1984 a Dallas

Fin dall'annuncio dell'arrivo di Alboreto in Ferrari si concretizzarono le voci che volevano Tambay alla Renault, visti i buoni rapporti tra la casa di Maranello e la scuderia francese. L'ufficialità della notizia arrivò dopo la metà ottobre del 1983, quando la Renault comunicò il suo ingaggio in sostituzione di Alain Prost. Al suo fianco, come compagno di squadra si ritrovò Derek Warwick.
Durante i test invernali la vettura della casa francese sembrò essere tra le più performanti, con Tambay che, a inizio febbraio, risultò il più rapido a Le Castellet. A partire da questa stagione vennero vietati i rifornimenti in gara e a farne le spese fu, alla prima gara, proprio il pilota francese che, mentre si trovava al secondo posto, a due giri dalla fine rimase senza benzina. Venne comunque classificato al sesto posto, poi tramutato in quinto per la squalifica dalla competizioni delle Tyrrell, avvenuta a metà stagione. In Sudafrica, durante le prove del venerdì Tambay realizzò i migliori parziali (si qualificò poi quarto), affermando che la vettura era in costante crescita, ma, ancora una volta, non riuscì a terminare la corsa per un errato calcolo da parte dei tecnici sulla quantità di carburante necessario, venendo costretto al ritiro mentre occupava la terza posizione. Il secondo risultato utile della stagione arrivò in Francia. Nelle qualifiche Tambay ottenne la sua ultima pole position in carriera, prendendosi, tra l'altro, diversi rischi, ma in gara dovette accontentarsi della seconda piazza, vista la maggior competitività della McLaren, in particolare di Lauda, che si aggiudicò la vittoria. Il podio ottenuto fu, comunque, l'unico acuto stagionale e, nonostante si credesse in un rilancio da parte della casa francese nella lotta per il titolo, i suoi piloti non furono mai in grado di lottare per la vittoria. Al Gran Premio di Monaco, poi, il transalpino ebbe un incidente con il suo compagno di squadra Warwick e si ruppe il perone, vedendosi quindi costretto a saltare, per precauzione, la gara in Canada.
Rientrato per il Gran Premio degli Stati Uniti-Est, nella seconda parte di stagione riuscì ad andare solo due volte a punti, conquistando, come miglior piazzamento, un quinto posto in Germania. A fine stagione concluse undicesimo, battuto dal suo compagno di squadra che ottenne dodici punti in più. La Renault decise comunque di confermarlo, ufficializzando la notizia ad inizio ottobre, dopo che erano circolate diverse indiscrezioni che vedevano Lauda e Piquet come possibili obiettivi per sostituirlo.
1985

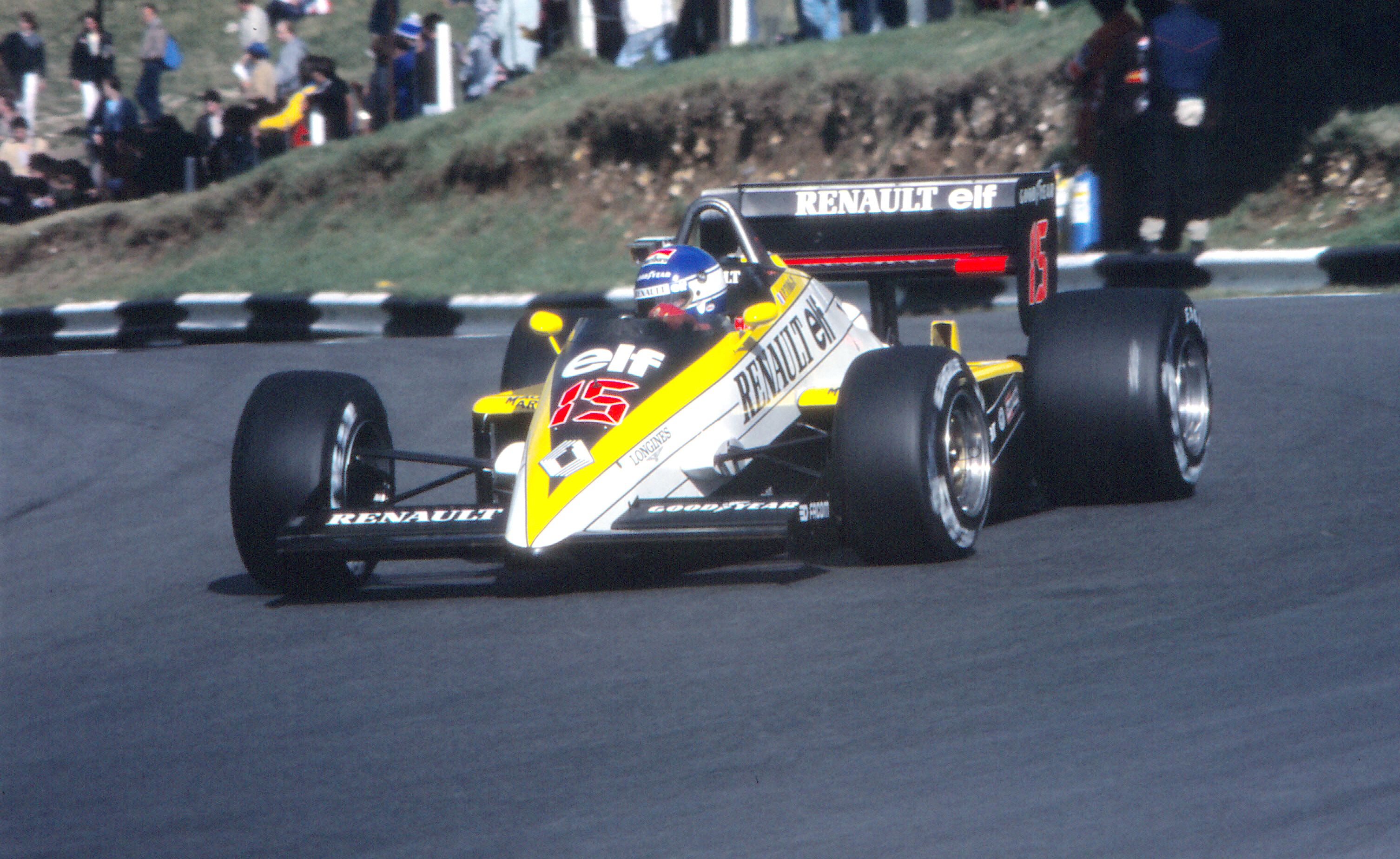
Tambay, qui impegnato durante le prove del Gran Premio d'Europa 1985; in gara non andò oltre il dodicesimo posto

Per il 1985 la Renault presentò una nuova vettura, la RE60, a metà febbraio, proponendo alcune soluzioni innovative. Se Warwick si dichiarò fin dall'inizio ottimista, ben diverso fu l'atteggiamento di Tambay, molto più cauto. L'inizio della stagione fu comunque buono per il pilota francese, con un quinto posto all'esordio, dovuto, però, più ai problemi avuti dagli altri concorrenti che non alla competitività della propria vettura. In Portogallo, sotto una pioggia torrenziale, riuscì a raggiungere il podio, piazzandosi terzo, risultato replicato anche al successivo Gran Premio di San Marino, in una gara ricca di colpi di scena, grazie ad una corsa regolare.
Il prosieguo della stagione fu, però, molto difficile. A causa di problemi di affidabilità e della scarsa competitività della monoposto Tambay fu costretto al ritiro in sette occasioni e concluse cinque gare di cui solo una a punti. Nonostante il pilota francese si dimostrasse ottimista alla vigilia del Gran Premio del Canada, i risultati furono deludenti. A Detroit, durante le prove, fu poi protagonista di un incidente, venendo tamponato a 240 km/h da Elio De Angelis, uscendone comunque illeso. Per il Gran Premio di Francia la Renault portò un'evoluzione della RE60, con cui Tambay concluse sesto, cogliendo l'ultimo punto della stagione.
A fine agosto la casa transalpina annunciò il ritiro dalle corse, dovuto sia agli scarsi risultati ottenuti che alla spesa troppo elevata sostenuta per mantenere la scuderia. Le perdite economiche della squadra corse si ponevano infatti in contrasto con la politica aziendale di austerità imposta da Georges Besse, nuovo presidente della società. Così facendo Tambay e Warwick si ritrovarono di fatto senza un volante per la stagione successiva. Nelle ultime gare di campionato non ottenne alcun punto e saltò, per decisione della scuderia, il Gran Premio del Sudafrica in segno di protesta contro l'apartheid. A fine stagione concluse dodicesimo con undici punti ottenuti.

#### L'ultimo anno in Formula 1 (1986)

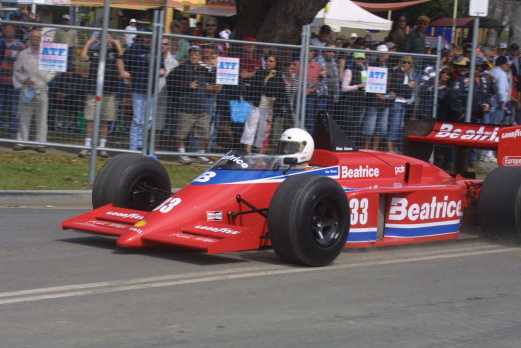
Una Lola THL1 uguale a quella che Tambay guidò nelle prime tre gare della stagione di Formula 1

Nel gennaio del 1986 venne resa ufficiale la notizia dell'accordo raggiunto tra la Lola e Tambay per disputare l'imminente stagione di Formula 1. In questa occasione ebbe modo di lavorare nuovamente con Carl Haas, per cui aveva corso nella CanAm. Durante le prove libere del primo Gran Premio stagionale fu protagonista di un incidente con Michele Alboreto, dovuto ad un'incomprensione tra i due piloti, in cui il casco del pilota francese venne sfiorato da uno pneumatico. Nonostante alcune discrete prestazioni in qualifica, nelle prime gare fu spesso costretto al ritiro.
A Imola la Lola fece debuttare un'evoluzione della vettura, caratterizzata anche dal fatto di disporre del motore Ford, affidata al solo Alan Jones. Il francese, seppur lamentando il fatto di non avere anch'egli a disposizione le novità tecniche, riuscì comunque a qualificarsi davanti al compagno di squadra, ma in gara dovette ritirarsi per la rottura del propulsore. A Montréal, nel warm up, fu protagonista di un incidente a seguito del quale riportò una contusione alla tibia e varie ferite alle dita del piede sinistro. A seguito di questo accadimento non poté prendere parte alla gara e dovette saltare anche il successivo appuntamento mondiale. Rientrato in occasione del Gran Premio di Francia, ottenne il suo primo e unico risultato utile della stagione con un quinto posto in Austria. A fine stagione concluse quindicesimo in classifica piloti e si ritirò dalla Formula 1.

## Risultati F1

### Risultati completi
| 1977 | Scuderia       | Vettura    |  |  |  |  |  |  |  |  |    |     |   |     |   |     |    |   |     | Punti | Pos. |
| ---- | -------------- | ---------- |  |  |  |  |  |  |  |  | -- | --- | - | --- | - | --- | -- | - | --- | ----- | ---- |
| 1977 | Surtees Ensign | TS19 MN177 |  |  |  |  |  |  |  |  | NQ | Rit | 6 | Rit | 5 | Rit | NQ | 5 | Rit | 5     | 18º  |

| 1978 | Scuderia | Vettura |   |     |     |    |   |  |     |   |   |   |     |     |   |   |   |   |  | Punti | Pos. |
| ---- | -------- | ------- | - | --- | --- | -- | - |  | --- | - | - | - | --- | --- | - | - | - | - |  | ----- | ---- |
| 1978 | McLaren  | M26     | 6 | Rit | Rit | 12 | 7 |  | Rit | 4 | 9 | 6 | Rit | Rit | 9 | 5 | 6 | 8 |  | 8     | 14º  |

| 1979 | Scuderia | Vettura        |     |     |    |     |    |    |    |    |   |     |    |     |     |     |     |  |  | Punti | Pos. |
| ---- | -------- | -------------- | --- | --- | -- | --- | -- | -- | -- | -- | - | --- | -- | --- | --- | --- | --- |  |  | ----- | ---- |
| 1979 | McLaren  | M26, M28 e M29 | Rit | Rit | 10 | Rit | 13 | NQ | NQ | 10 | 7 | Rit | 10 | Rit | Rit | Rit | Rit |  |  | 0     |      |

| 1981 | Scuderia        | Vettura   |   |    |     |    |    |   |    |     |     |     |     |     |     |     |     |  |  | Punti | Pos. |
| ---- | --------------- | --------- | - | -- | --- | -- | -- | - | -- | --- | --- | --- | --- | --- | --- | --- | --- |  |  | ----- | ---- |
| 1981 | Theodore Ligier | TY01 JS17 | 6 | 10 | Rit | 11 | NQ | 7 | 13 | Rit | Rit | Rit | Rit | Rit | Rit | Rit | Rit |  |  | 1     | 19º  |

| 1982 | Scuderia | Vettura |  |  |  |  |  |  |  |  |   |   |   |   |   |    |   |    |  | Punti | Pos. |
| ---- | -------- | ------- |  |  |  |  |  |  |  |  | - | - | - | - | - | -- | - | -- |  | ----- | ---- |
| 1982 | Ferrari  | 126 C2  |  |  |  |  |  |  |  |  | 8 | 3 | 4 | 1 | 4 | NP | 2 | NP |  | 25    | 7º   |

| 1983 | Scuderia | Vettura          |   |     |   |   |   |   |     |   |   |     |     |   |   |     |     |  |  | Punti | Pos. |
| ---- | -------- | ---------------- | - | --- | - | - | - | - | --- | - | - | --- | --- | - | - | --- | --- |  |  | ----- | ---- |
| 1983 | Ferrari  | 126 C2B e 126 C3 | 5 | Rit | 4 | 1 | 4 | 2 | Rit | 3 | 3 | Rit | Rit | 2 | 4 | Rit | Rit |  |  | 40    | 4º   |

| 1984 | Scuderia | Vettura |   |     |   |     |   |     |  |     |     |   |   |     |   |     |     |   |  | Punti | Pos. |
| ---- | -------- | ------- | - | --- | - | --- | - | --- |  | --- | --- | - | - | --- | - | --- | --- | - |  | ----- | ---- |
| 1984 | Renault  | RE50    | 5 | Rit | 7 | Rit | 2 | Rit |  | Rit | Rit | 8 | 5 | Rit | 6 | Rit | Rit | 7 |  | 11    | 11º  |

| 1985 | Scuderia | Vettura |   |   |   |     |   |     |   |     |     |    |     |   |     |    |  |     |  | Punti | Pos. |
| ---- | -------- | ------- | - | - | - | --- | - | --- | - | --- | --- | -- | --- | - | --- | -- |  | --- |  | ----- | ---- |
| 1985 | Renault  | RE60    | 5 | 3 | 3 | Rit | 7 | Rit | 6 | Rit | Rit | 10 | Rit | 7 | Rit | 12 |  | Rit |  | 11    | 12º  |

| 1986 | Scuderia | Vettura     |     |   |     |     |     |    |  |     |     |   |   |   |     |    |     |    |  | Punti | Pos. |
| ---- | -------- | ----------- | --- | - | --- | --- | --- | -- |  | --- | --- | - | - | - | --- | -- | --- | -- |  | ----- | ---- |
| 1986 | Lola     | THL1 e THL2 | Rit | 8 | Rit | Rit | Rit | NP |  | Rit | Rit | 8 | 7 | 5 | Rit | NC | Rit | NC |  | 2     | 15º  |

| Legenda | 1º posto     | 2º posto | 3º posto    | A punti         | Senza punti/Non class.  | Grassetto – Pole position Corsivo – Giro più veloce |
| Legenda | Squalificato | Ritirato | Non partito | Non qualificato | Solo prove/Terzo pilota | Grassetto – Pole position Corsivo – Giro più veloce |

## Dopo la Formula 1

### Partecipazione ad altre competizioni

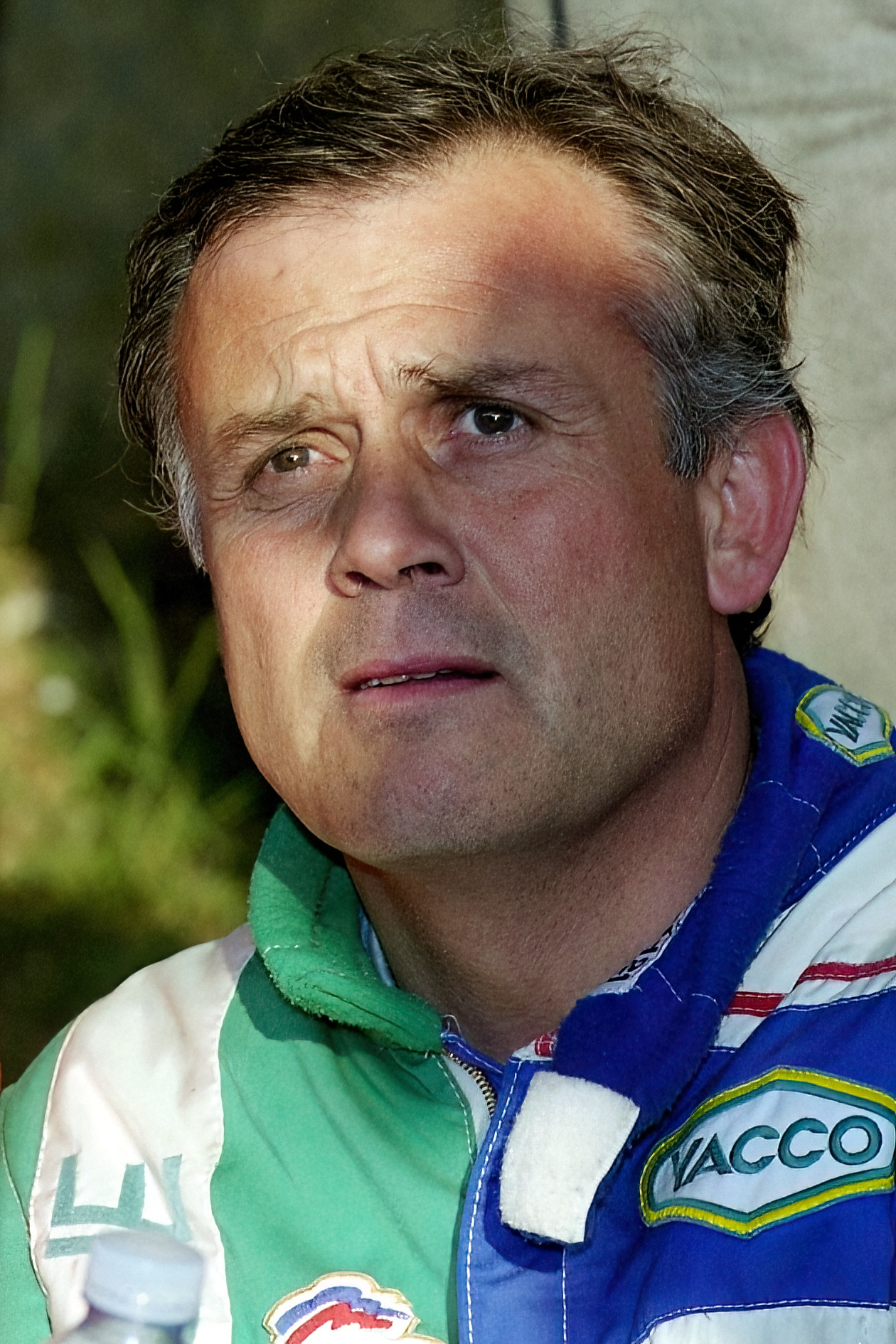
Tambay nel 1995, in occasione della tappa di Faleyras del campionato europeo rallycross

Dopo il suo ritiro dalla Formula 1, Tambay partecipò a diverse edizioni della Parigi-Dakar, la prima delle quali nel 1987, conquistando varie vittorie di tappa e due terzi posti in classifica generale nel 1988 e nel 1989 alle spalle dei prototipi Peugeot. Affiancato fin dalla sua prima partecipazione da Dominique Lemoyne come copilota, vinse la sua prima tappa proprio nell'anno del debutto sulla tratta Niamey-Gao, infliggendo un distacco di nove minuti a Shekhar Mehta. Lo stesso anno partecipò anche alla 24 Ore di Chamonix giungendo settimo. Considerato tra i favoriti per la vittoria del rally del 1988, Tambay concluse la corsa al terzo posto in classifica generale, ottenendo due vittorie di tappa, tra cui quella della tratta Tessalit–Lemjebir in cui inflisse oltre 2 ore e mezzo di distacco alle Peugeot di Vatanen e Kankkunen. Passato alla Mitsubishi nel 1989, ottenne il medesimo risultato, con una vittoria all'attivo. La sua ultima partecipazione al rally risale al 1997. Fondò anche, in Svizzera, una sua società per promuovere manifestazioni sportive, che rinunciò a gestire nel 1989 in vista di un suo momentaneo ritorno alle corse a livello professionistico. Lo stesso anno partecipò infatti al Campionato del mondo sportprototipi, in coppia con Jan Lammers alla guida di una Jaguar, e alla 24 Ore di Le Mans, che terminò al quarto posto.
A partire dal 1991 Tambay intraprese anche la carriera di commentatore televisivo, facendo la telecronaca delle gare di Formula 1 prima su La Cinq, poi, dal 1997 al 2001 su un canale del gruppo Canal+, infine su Radio Monte-Carlo. Nel 1994, insieme al suo socio Michel Golay, decise di acquisire una partecipazione azionaria all'interno del team Larrousse, ma al termine della stagione di Formula 1 la rivendette.
Nel 2005 prese parte alla Grand Prix Masters, categoria riservata agli ex piloti di Formula 1, cogliendo tre undicesimi posti.

### Carriera politica
A partire dal 1995, Tambay si lanciò nella carriera politica attiva, venendo eletto nelle file dell'UMP come assessore a Le Cannet. Nel 2003 fu nominato referente per la sicurezza stradale nel dipartimento delle Alpi Marittime, dichiarando di voler aumentare le ore di educazione stradale nelle scuole e di inasprire i controlli sulla vendita dei set per il potenziamento degli scooter. Nelle elezioni del 2008 e del 2013 venne nuovamente confermato nel suo incarico di consigliere nel medesimo dipartimento.

### Morte
Affetto da tempo dalla malattia di Parkinson, morì il 4 dicembre 2022 all'età di 73 anni.

## Vita privata
Sposato con Diana, statunitense proveniente da una famiglia facoltosa, ha avuto due figli: Esti, nata nel 1982 e Adrien di nove anni più giovane, anch'egli pilota, a cui il padre ha fatto da manager fino al 2007. La famiglia ha sempre vissuto tra Cannes e la Svizzera, ma possedeva pure una casa ad Honolulu.
Tambay era anche molto legato a Gilles Villeneuve; all'epoca era infatti l'unico amico che il francese aveva nel mondo delle corse. Dopo il decesso del canadese, Tambay ospitò per un certo periodo la famiglia del pilota presso la sua casa in Svizzera e fece da mentore a Jacques, di cui è stato anche padrino e con cui ha mantenuto un ottimo rapporto.